# تپه چشمه بید ۱۱۱
تپه چشمه بید ۱۱۱ مربوط به عصر مفرغ است و در شهرستان ایلام، بخش مرکزی، دهستان میش خاص، روستای چشمه کبود واقع شده و این اثر در تاریخ ۲۶ اسفند ۱۳۸۷ با شمارهٔ ثبت ۲۶۰۳۴ به‌عنوان یکی از آثار ملی ایران به ثبت رسیده است.